# Gunnar Johansson
Gunnar Johansson dit Gunnar Johansson II est un footballeur suédois, né le 29 février 1924 à Hjärtum (Suède) et mort le 14 février 2003 à Aix-en-Provence.

## Biographie
Révélé au Göteborgs AIS en 1949, il est sélectionné pour la Coupe du monde de football de 1950 au Brésil où il joue deux matches. La Suède termine troisième de ce tournoi mondial.
Il rejoint alors l'Olympique de Marseille. Il devient très vite la pièce maîtresse de la défense olympienne, comme l'est son compatriote Gunnar Andersson en attaque. Il est finaliste de la Coupe de France en 1954.
Il quitte l'OM pour l'AS Aix, en 1958 où il termine sa carrière professionnelle comme entraîneur-joueur en 1960-1961.
Il se retire ensuite à Luynes, en Provence.

## Palmarès
- International suédois en 1950 (2 sélections lors de la Coupe du monde)
- Participation à la Coupe du monde 1950 (2 matches joués)
- Finaliste de la Coupe de France en 1954 avec l'Olympique de Marseille
- Vainqueur de la Coupe Drago en 1957 avec l'Olympique de Marseille